# Sassafras tzumu
Sassafras tzumu är en lagerväxtart som först beskrevs av William Botting Hemsley, och fick sitt nu gällande namn av William Botting Hemsley. Sassafras tzumu ingår i släktet Sassafras och familjen lagerväxter. Inga underarter finns listade i Catalogue of Life.